# Nuoto ai campionati mondiali di nuoto 2015 - 200 metri dorso femminili
La gara dei 200 metri dorso femminili si è svolta il 7 e 8 agosto 2015 presso la Kazan Arena e vi hanno preso parte 44 atleti provenienti da 37 nazioni. Le batterie e le semifinali si sono svolte, rispettivamente, la mattina e al sera del 7 agosto, mentre la finale ha avuto luogo la sera dell'8 agosto.

## Medaglie
| Posizione | Atleta         | Paese       |
| --------- | -------------- | ----------- |
| Oro       | Emily Seebohm  | Australia   |
| Argento   | Missy Franklin | Stati Uniti |
| Bronzo    | Katinka Hosszú | Ungheria    |

## Record
Prima della manifestazione il record del mondo (WR) e il record dei campionati (CR) erano i seguenti.
| Record mondiale       | 2'04"06 | Missy Franklin Stati Uniti | 3 agosto 2013 Londra, Gran Bretagna |
| Record dei campionati | 2'04"76 | Missy Franklin Stati Uniti | 3 agosto 2013 Barcellona, Spagna    |

## Risultati

### Batterie
| Posizione | Batteria | Corsia | Atleta                  | Nazionalità   | Tempo   | Note   |
| --------- | -------- | ------ | ----------------------- | ------------- | ------- | ------ |
| 1         | 4        | 4      | Katinka Hosszú          | Ungheria      | 2:07.17 | Q      |
| 2         | 5        | 3      | Missy Franklin          | Stati Uniti   | 2:07.84 | Q      |
| 3         | 3        | 3      | Dominique Bouchard      | Canada        | 2:08.66 | Q      |
| 4         | 3        | 4      | Daria Ustinova          | Russia        | 2:09.16 | Q, WJR |
| 4         | 3        | 6      | Eygló Ósk Gústafsdóttir | Islanda       | 2:09.16 | Q      |
| 6         | 4        | 3      | Jenny Mensing           | Germania      | 2:09.43 | Q      |
| 7         | 5        | 4      | Emily Seebohm           | Australia     | 2:09.44 | Q      |
| 8         | 3        | 5      | Elizabeth Beisel        | Stati Uniti   | 2:09.54 | Q      |
| 9         | 5        | 1      | Lisa Graf               | Germania      | 2:09.68 | Q      |
| 10        | 3        | 1      | Alicja Tchórz           | Polonia       | 2:10.04 | Q      |
| 11        | 5        | 7      | Kirsty Coventry         | Zimbabwe      | 2:10.38 | Q      |
| 12        | 5        | 2      | Margherita Panziera     | Italia        | 2:10.39 | Q      |
| 13        | 4        | 5      | Elizabeth Simmonds      | Regno Unito   | 2:10.48 | Q      |
| 14        | 4        | 1      | Irina Prikhodko         | Russia        | 2:10.81 | Q      |
| 15        | 5        | 6      | Hilary Caldwell         | Canada        | 2:10.92 | Q      |
| 16        | 4        | 6      | Duane Da Rocha          | Spagna        | 2:11.53 | Q      |
| 17        | 5        | 5      | Hayley Baker            | Australia     | 2:11.63 |        |
| 18        | 3        | 2      | Liu Yaxin               | Cina          | 2:11.75 |        |
| 19        | 4        | 7      | Simona Baumrtová        | Rep. Ceca     | 2:11.78 |        |
| 20        | 5        | 8      | Daryna Zevina           | Ucraina       | 2:12.14 |        |
| 21        | 4        | 0      | Joanna Maranhão         | Brasile       | 2:12.26 |        |
| 22        | 4        | 2      | Chen Jie                | Cina          | 2:12.30 |        |
| 23        | 5        | 9      | Gisela Morales          | Guatemala     | 2:12.92 |        |
| 24        | 4        | 8      | Katalin Burián          | Ungheria      | 2:12.96 |        |
| 25        | 2        | 5      | Bobbie Gichard          | Nuova Zelanda | 2:13.45 |        |
| 26        | 3        | 8      | Matea Samardžić         | Croazia       | 2:14.05 |        |
| 27        | 2        | 3      | Lau Yin Yan             | Hong Kong     | 2:14.51 |        |
| 28        | 2        | 4      | Andrea Berrino          | Argentina     | 2:14.96 |        |
| 29        | 2        | 2      | Martina van Berkel      | Svizzera      | 2:14.99 |        |
| 30        | 4        | 9      | Jördis Steinegger       | Austria       | 2:15.37 |        |
| 31        | 3        | 9      | Carolina Colorado Henao | Colombia      | 2:15.55 |        |
| 32        | 2        | 7      | Halime Zülal Zeren      | Turchia       | 2:15.87 |        |
| 33        | 2        | 6      | Karin Tomečková         | Slovacchia    | 2:16.63 |        |
| 34        | 2        | 0      | Zanrè Oberholzer        | Namibia       | 2:18.13 |        |
| 35        | 1        | 5      | Karen Vilorio           | Honduras      | 2:18.70 |        |
| 36        | 3        | 0      | Lourdes Villaseñor      | Messico       | 2:19.07 |        |
| 37        | 2        | 1      | Tatiana Perstniova      | Moldavia      | 2:19.37 |        |
| 38        | 2        | 9      | Roxanne Yu              | Filippine     | 2:19.45 |        |
| 39        | 2        | 8      | Yessy Yosaputra         | Indonesia     | 2:20.47 |        |
| 40        | 1        | 4      | Inés Remersaro          | Uruguay       | 2:20.55 |        |
| 41        | 1        | 3      | Kimiko Raheem           | Sri Lanka     | 2:21.18 |        |
| 42        | 1        | 6      | Talisa Lanoe            | Kenya         | 2:24.45 |        |
| 43        | 1        | 2      | Lauren Hew              | Isole Cayman  | 2:29.52 |        |
| 44        | 1        | 7      | Kaya Forson             | Ghana         | 2:43.94 |        |
|           | 3        | 7      | Melani Costa            | Spagna        |         | DNS    |
|           | 5        | 0      | Andrea García           | Messico       |         | DNS    |

### Semifinali
| Posizione | Semifinale | Corsia | Atleta                  | Nazionalità | Tempo   | Note   |
| --------- | ---------- | ------ | ----------------------- | ----------- | ------- | ------ |
| 1         | 2          | 4      | Katinka Hosszú          | Ungheria    | 2:06.18 | Q      |
| 2         | 2          | 6      | Emily Seebohm           | Australia   | 2:06.56 | Q      |
| 3         | 1          | 4      | Missy Franklin          | Stati Uniti | 2:07.79 | Q      |
| 4         | 2          | 5      | Dominique Bouchard      | Canada      | 2:08.16 | Q      |
| 5         | 1          | 5      | Daria Ustinova          | Russia      | 2:08.74 | Q, WJR |
| 6         | 2          | 8      | Hilary Caldwell         | Canada      | 2:08.99 | Q      |
| 7         | 2          | 3      | Eygló Ósk Gústafsdóttir | Islanda     | 2:09.04 | Q      |
| 8         | 1          | 3      | Jenny Mensing           | Germania    | 2:09.16 | Q      |
| 9         | 2          | 2      | Lisa Graf               | Germania    | 2:09.40 |        |
| 10        | 1          | 7      | Margherita Panziera     | Italia      | 2:09.54 |        |
| 11        | 1          | 1      | Irina Prikhodko         | Russia      | 2:10.36 |        |
| 12        | 2          | 1      | Elizabeth Simmonds      | Regno Unito | 2:10.36 |        |
| 13        | 1          | 6      | Elizabeth Beisel        | Stati Uniti | 2:10.68 |        |
| 14        | 2          | 7      | Kirsty Coventry         | Zimbabwe    | 2:10.74 |        |
| 15        | 1          | 8      | Duane Da Rocha          | Spagna      | 2:12.90 |        |
| 16        | 1          | 2      | Alicja Tchórz           | Polonia     | 2:14.49 |        |

### Finale
| Posizione | Corsia | Atleta                  | Nazionalità | Tempo   | Note |
| --------- | ------ | ----------------------- | ----------- | ------- | ---- |
| 1         | 5      | Emily Seebohm           | Australia   | 2:05.81 | OC   |
| 2         | 3      | Missy Franklin          | Stati Uniti | 2:06.34 |      |
| 3         | 4      | Katinka Hosszú          | Ungheria    | 2:06.84 |      |
| 4         | 2      | Daria Ustinova          | Russia      | 2:07.64 | WJR  |
| 5         | 8      | Jenny Mensing           | Germania    | 2:08.49 |      |
| 6         | 6      | Dominique Bouchard      | Canada      | 2:08.51 |      |
| 7         | 7      | Hilary Caldwell         | Canada      | 2:08.66 |      |
| 8         | 1      | Eygló Ósk Gústafsdóttir | Islanda     | 2:09.53 |      |